# La Patience du diable
La Patience du Diable est un roman de Maxime Chattam publié aux éditions Albin Michel en juin 2014. 
Il est également publié aux Éditions Pocket en novembre 2015

## Résumé
En collaboration avec la brigade des stupéfiants, la section de recherche de la Gendarmerie de Paris interpelle des trafiquants de drogue dans un go fast sur l'autoroute A1 entre Lille et Paris. Le contenu des sacs saisis au cours de cette interpellation surprend totalement les policiers, puisqu'ils ne contiennent pas de drogue comme prévu, mais de la peau humaine.
À bord d'un TGV reliant Paris à Hendaye, deux adolescents font un massacre en exécutant plusieurs dizaines de passagers avant de se suicider. Deux événements qui n'ont apparemment rien en commun.
Une enquête compliquée et hors du commun s'annonce alors pour Ludivine Vancker, lieutenant à la SR. Les premiers éléments recueillis amènent les policiers dans la cave d'une cité de la banlieue parisienne où ils découvrent un nouveau cadavre qui a gardé une expression de terreur. Entre une bombe qui explose dans un cinéma, une fusillade dans un restaurant, l'attaque d'un centre commercial ou plusieurs autres personnes retrouvées mortes avec toujours cette impression de peur, la série d'actes de violence s'accélère en moins d'une semaine.
Ludivine est intimement convaincue que tous ces actes sont liés. Elle s'efforce, avec tous les membres de la cellule 666, nom spécialement donné pour l'occasion, de trouver un point commun à tous ces meurtres diaboliques, de donner une signification à toute cette représentation du mal qui émane de chaque corps retrouvé. Il ne s'agit pas de l'œuvre d'une seule personne, mais de quelqu'un qui manipule aisément des êtres humains au point d'en faire de véritables kamikazes. Les membres de la section de recherche n'échappent pas à cette folie meurtrière. Vancker est agressée chez elle par le psychopathe qui lui laisse la vie sauve pour une raison mystérieuse. Des examens toxicologiques pratiqués sur elle, font alors apparaître des traces de substances hallucinogènes et de LSD. Les mêmes substances sont également retrouvées sur les autres victimes.
Segnon, le coéquipier de Ludivine, devient lui incontrôlable lorsqu'il apprend que sa femme et ses enfants sont aux mains d'un homme qui a détourné un bus rempli d'enfants et a déjà exécuté trois adultes accompagnants.
Tous les indices rassemblés mènent désormais les enquêteurs vers une même piste : les suspects interpellés ont tous des antécédents psychiatriques. Ils ont tous fréquenté de près ou de loin, le même établissement de soins, et ont tous croisé, à un moment de leurs vies, la même personne.
Plus de doutes possibles pour Ludivine, qui ne croit plus à la coïncidence. Il est temps pour elle de faire cesser les agissements de ce monstre.

## Personnages
Ludivine Vancker : lieutenant de Gendarmerie à la section de recherche de Paris, c’est le personnage principal de ce roman. Il s’agit de la deuxième apparition de ce personnage dans les romans de Maxime Chattam après La Conjuration Primitive. Jeune, solitaire et passionnée par son travail, Ludivine se passionne pour l’univers des psychopathes et autres tueurs en série, passion qui lui a été transmise par un célèbre criminologue nommé Richard Mikelis.
Segnon Dabo : lui aussi lieutenant à la SR, il apparaît également pour la seconde fois dans les livres de l’auteur après La Conjuration Primitive. C’est le coéquipier de Ludivine mais aussi son ami, toujours prêt à la soutenir dans les moments difficiles ou à l’accueillir pour la sortir de sa solitude. Calme dans son travail et bon enquêteur, il montre cependant une autre facette de sa personnalité lorsque la vie de sa femme et de ses enfants est directement menacée.
Guilhem Trinh : une des dernières recrues de la section de recherche. Il est plus à l’aise devant un ordinateur ou toute autre machine, que sur le terrain qu’il évite le plus possible. On le retrouvera pourtant à pied d’œuvre au bon moment.